# Ministère des Affaires étrangères (Islande)
Pour les articles homonymes, voir Ministère des Affaires étrangères.
Le ministère des Affaires étrangères (en islandais: Utanríkisráðuneytið) est l’administration islandaise chargée de mettre en œuvre la politique extérieure de l'Islande et d’assurer les relations avec les États étrangers. Il est dirigé par un ministre, membre du gouvernement.
Le ministère se situe au Rauðararstigur 25, 105 à Reykjavik.
Depuis le 21 avril 2024, Þorgerður Katrín Gunnarsdóttir est ministre des Affaires étrangères.

## Histoire
Les Islandais ont pris le contrôle de leurs affaires étrangères en 1918. À partir de 1929, un service spécial des affaires étrangères fonctionne au Cabinet du premier ministre. En 1940, les Islandais assumèrent l'entière responsabilité des affaires étrangères et le département des affaires étrangères fut transformé en ministère. 
Le 10 avril 1940 l'Islande reprend les affaires étrangères. Le département des affaires étrangères du gouvernement est devenu le ministère des Affaires étrangères. Cela marque le début du service extérieur islandais.
Une loi a été adoptée sur le ministère islandais des Affaires étrangères et ses représentants à l'étranger dès 1941. 
Une nouvelle loi sur le service extérieur islandais a été adoptée en 1971.

## Missions
Le ministère des Affaires étrangères a pour mission de: 
- Protéger les intérêts des citoyens, des entreprises et des consommateurs islandais en facilitant l'accès aux marchés internationaux et en renforçant le libre-échange.
- Soutenir les entreprises islandaises à l'étranger et promouvoir les arts et la culture islandaises.
- Protéger les intérêts des citoyens islandais à l'étranger et fournir une assistance en cas d'accident, de maladie ou de décès à l'étranger.

La coopération internationale au développement de l'Islande vise à obtenir des résultats mesurables en matière d'éradication de la pauvreté, d'amélioration des conditions de vie et de réalisation de l'égalité des sexes, de la liberté et de la prospérité dans le monde.

## Ministres qui ont traité les affaires étrangères (avant la création du ministère)
| Ministre             | Date de début     | Date de fin      | Fonction                       |
| -------------------- | ----------------- | ---------------- | ------------------------------ |
| Jón Magnússon        | 1er décembre 1918 | 7 mars 1922      | Premier ministre               |
| Sigurður Eggerz      | 7 mars 1922       | 22 mars 1924     | Premier ministre               |
| Jón Magnússon        | 22 mars 1924      | 26 juin 1926     | Premier ministre               |
| Jón Þorláksson       | 26 juin 1926      | 28 août 1927     | Premier ministre               |
| Tryggvi Þórhallsson  | 28 août 1927      | 3 juin 1932      | Premier ministre               |
| Ásgeir Ásgeirsson    | 3 juin 1932       | 29 juillet 1934  | Premier ministre               |
| Haraldur Guðmundsson | 29 juillet 1934   | 2 avril 1938     | Ministre du Travail            |
| Hermann Jónasson     | 2 avril 1938      | 17 avril 1939    | Premier ministre               |
| Stefan Stefansson    | 17 avril 1939     | 18 novembre 1941 | Ministre des Affaires sociales |

## Liste des ministres des Affaires étrangères
| Ministre                       | Date de début     | Date de fin       |
| ------------------------------ | ----------------- | ----------------- |
| Stefan Stefansson              | 18 novembre 1941  | 16 mai 1942       |
| Ólafur Thors                   | 16 mai 1942       | 16 décembre 1942  |
| Vilhjálmur Þór                 | 16 décembre 1942  | 21 octobre 1944   |
| Ólafur Thors                   | 21 octobre 1944   | 4 février 1947    |
| Bjarni Benediktsson            | 4 février 1947    | 11 septembre 1953 |
| Kristinn Guðmundsson           | 11 septembre 1953 | 24 juillet 1956   |
| Guðmundur Í. Guðmundsson       | 24 juillet 1956   | 31 août 1965      |
| Emil Jónsson                   | 31 août 1965      | 14 juillet 1971   |
| Einar Ágústsson                | 14 juillet 1971   | 1 septembre 1978  |
| Benedikt Gröndal               | 1 septembre 1978  | 8 février 1980    |
| Ólafur Jóhannesson             | 8 février 1980    | 26 mai 1983       |
| Geir Hallgrímsson              | 26 mai 1983       | 24 janvier 1986   |
| Matthias Á. Mathiesen          | 24 janvier 1986   | 8 juillet 1987    |
| Jón Baldvin Hannibalsson       | 8 juillet 1987    | 23 avril 1995     |
| Halldór Ásgrímsson             | 23 avril 1995     | 15 septembre 2004 |
| Davíð Oddsson                  | 15 septembre 2004 | 27 septembre 2005 |
| Geir H. Haarde                 | 27 septembre 2005 | 24 mai 2007       |
| Valgerður Sverrisdóttir        | 15 juin 2006      | 24 mai 2007       |
| Ingibjörg Sólrún Gísladóttir   | 24 mai 2007       | 1 février 2009    |
| Össur Skarphéðinsson           | 2 février 2009    | 23 mai 2013       |
| Gunnar Bragi Sveinsson         | 23 mai 2013       | 8 avril 2016      |
| Lilja Alfreðsdóttir            | 8 avril 2016      | 11 janvier 2017   |
| Guðlaugur Þór Þórðarson        | 11 janvier 2017   | 28 novembre 2021  |
| Þórdís Kolbrún R. Gylfadóttir  | 28 novembre 2021  | 14 octobre 2023   |
| Bjarni Benediktsson            | 14 octobre 2023   | 9 avril 2024      |
| Þórdís Kolbrún R. Gylfadóttir  | 9 avril 2024      | 21 décembre 2024  |
| Þorgerður Katrín Gunnarsdóttir | 21 décembre 2024  | en cours          |